# Gand-Wevelgem 1977
La 39e édition de Gand-Wevelgem a eu lieu le 19 avril 1977. La course est remportée par le Français Bernard Hinault (équipe Gitane-Campagnolo) qui parcourt les 277 kilomètres en 6 h 43. Il s'agit de la deuxième victoire française, treize ans après celle de Jacques Anquetil. Cette édition est le parcours le plus long de l'histoire de l'épreuve.

## Déroulement de la course
Faisant partie de la bonne échappée composée de dix-huit coureurs, Bernard Hinault s’échappe à 15 kilomètres du but pour finir en solitaire. Le jeune Français de 22 ans réalise le doublé en remportant Liège-Bastogne-Liège 5 jours plus tard.

## Classement final
| Place | Coureur          | Équipe                 | Temps           |
| ----- | ---------------- | ---------------------- | --------------- |
| 1     | Bernard Hinault  | Gitane-Campagnolo      | 6 h 43 min 00 s |
| 2     | Vittorio Algeri  | G.B.C.-Itla            | à 1 min 24 s    |
| 3     | Piet van Katwijk | TI-Raleigh             | à 1 min 58 s    |
| 4     | Walter Godefroot | Ijsboerke-Colnago      | m.t.            |
| 5     | Willy Teirlinck  | Gitane-Campagnolo      | m.t.            |
| 6     | André Dierickx   | Maes Pils-Mini Flat    | m.t.            |
| 7     | Patrick Béon     | Peugeot-Esso-Michelin  | à 2 min 00 s    |
| 8     | Ludo Peeters     | Ijsboerke-Colnago      | à 3 min 00 s    |
| 9     | Pierino Gavazzi  | Jolly Ceramica         | à 3 min 50 s    |
| 10    | Jan Raas         | Frisol-Thirion-Gazelle | m.t.            |